# Spectroscoop
Een spectroscoop is een instrument om het lichtspectrum te bestuderen en om via dat spectrum eventueel de samenstelling van materialen te bepalen. Een spectroscoop wordt gebruikt in de spectroscopie.

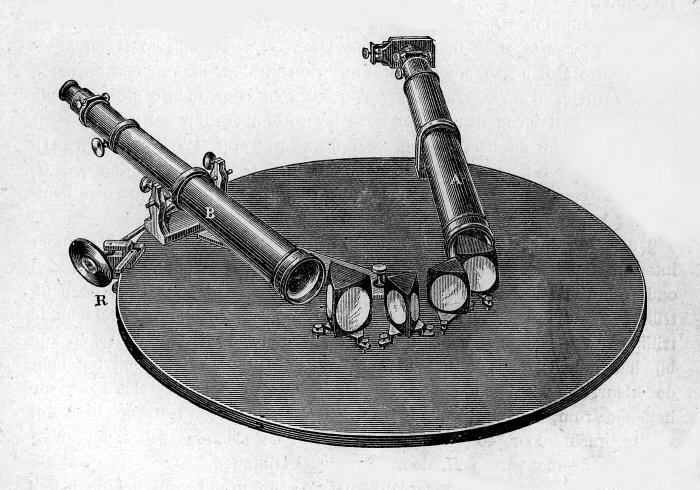
Klassieke spectroscoop waarmee Gustav Kirchhoff het samengestelde karakter van de Natrium D-lijn (een van de Fraunhoferlijnen) bestudeerde

Moderne spectroscopen bestaan uit drie onderdelen:
- collimator, met als doel om een evenwijdige bundel licht naar het dispergerend systeem te sturen
- dispergerend systeem (een prisma of een tralie), zorgt voor breking van het licht
- detector

Deze onderdelen worden tegenwoordig bestuurd door een computer.
Als een materiaal wordt verwarmd, gaat het licht uitzenden dat karakteristiek is voor het soort materiaal. In de eerste spectroscopische ontwerpen van de negentiende eeuw wordt het licht eerst door een spleet en een lens gestuurd. Hierdoor komt er een evenwijdige bundel licht uit. Daarna komt het licht in een of meerdere prisma's terecht, waardoor het licht breekt in een spectrum van verschillende golflengtes. Het beeld wordt vervolgens bekeken door een buis met een schaal erop. Hierop is het spectrum van het licht te zien en kunnen metingen worden uitgevoerd. Door de verschillende golflengtes van het licht zijn er strepen op de buis te zien. De combinatie van die strepen is een vingerafdruk voor het materiaal. Natrium heeft bijvoorbeeld twee karakteristieke gele strepen, bekend als de natrium D-lijnen, op 588,9950 en 589,5924 nanometer.
Doordat de fotografische film werd uitgevonden, kon een nauwkeurig spectrogram worden gemaakt. In plaats van een buis met een schaal erop, werd er een camera geplaatst in die buis. In de laatste jaren zijn deze camera's met een film vervangen door digitale camera's, waardoor zeer nauwkeurige en snelle metingen kunnen worden uitgevoerd.
In het begin van zijn wetenschappelijke carrière (tussen 1859 en 1861) deed Dmitri Mendelejev in Parijs onderzoek naar de dichtheid van gassen en werkte hij in Heidelberg samen met Gustav Robert Kirchhoff aan de ontwikkeling van de spectroscoop. Ook Robert Bunsen leverde een bijdrage aan de ontwikkeling van de spectroscoop.
Helium werd in 1868 ontdekt met behulp van dit apparaat.
Door het spectrum van een bedekkingsveranderlijke ster te bestuderen, kan men, rekening houdende met het dopplereffect, de afzonderlijke sterren nader bestuderen.